# La Bible : L'Ancien testament
La Bible : L'Ancien testament (Animated Stories from the Bible) est une série télévisée d'animation américaine composée de 12 épisodes de 30 minutes chacun, créée par Richard Rich et Brian Nissen destinée au marché de la vidéo et distribuée de 1992 à 1995 après leurs diffusions sur la chaîne TBN.

## Synopsis
Les grandes histoires tirées des récits de L'Ancien testament en animation.

## Fiche technique
- Titre original : Animated Stories from the Bible
- Titre français : La Bible : L'Ancien testament
- Création : Richard Rich et Brian Nissen
- Réalisation : Richard Rich
- Supervision de l'écriture : Brian Nissen
- Musique : Lex de Azevedo
- Montage : James Koford, Randy Paton, Armetta Jackson-Hamlett, Thomas J. Tobin et Joe Campana
- Casting vocal : Ray Porter, Gary Jackson et Bernie Van De Yacht
- Directeurs de production : Thomas J. Tobin et Brett Hayden
- Assistant réalisateur : Thomas J. Tobin
- Storyboards : Liz Holzman et William H. Frake III
- Animateurs effets spéciaux visuels : Bob Simmons, Michel Gagné, Debbie Middleton-Kupczyk, Rolando Mercado, Phil Cummings, Young Kyu Rhim, James DeValera Mansfield, Ricardo Echevarria, Conànn Fitzpatrick et Brian McSweeney
- Création des personnages : Steven E. Gordon
- Graphistes : John Celestri, Mike Hodgson, Boo Hwan Lim, Kyoung Hee Lim, Gary Mouri, Young Kyu Rhim, Mark Hodgson, Kamoon Song, Boyd Kirkland, Sang Uoon Kim, , Jesse Cosio, Chrystal Klabunde, Lureline Kohler, Rolando Mercado, Larry Whitaker, Colm Duggan, Sylvia Fitzpatrick, Melissa Freeman, Darryl Gordon, Elena Kravets, Silvia Pompei, Julianna Korsborn, Roy Meurin, Athanassios Vakalis, Dan Wagner, Donnachada Daly, Dan McHugh et Jennifer Stillwell
- Producteur : Richard Rich
- Producteurs associés : Terry L. Noss et Thomas J. Tobin
- Producteurs exécutifs : Jared F. Brown, K. Douglas Martin et Seldon Young
- Coproducteur exécutif : Stephen W. Griffin
- Compagnie de production : Crest Animation Productions
- Compagnie de distribution : Nest Family Entertainment
- Pays d'origine : Etats-Unis
- Langue : Anglais stéréo
- Image : Couleurs
- Ratio écran : 1.33:1 plein écran 4:3
- Durée : 12 x 30 minutes
- Genre : Animation

## Distribution (voix originales)
- Ray Porter : Ahab
- Daniel A. Keeler : Dieu
- Johnatton Toppo : Daniel adulte
- Phil Hubbard : Adonijah
- David Kelly : Meshack adulte
- Barry Kraft : Josué
- Jonathan Best : Mahlon
- Matthew Best : Chilion
- Paul O'Connor : Pharaon
- John Pribyl : Ashpenaz
- Jamie Newcomb : Gideon
- Victor Humphries : Boaz
- Brian Nissen : Joseph
- Jillian Crane : Jezebel
- Victoria Lindley : Ruth
- Ruth Hale : Hannah âgée
- Aldo Billingslea : Abiathar
- Sandy McCallum : Roi David âgé
- Ivan Crosland : Mordecai
- James Arrington : Elie
- Hugh Dignon : Jirah
- Kim McCallum : Borash
- Gina Daniels : Miriam adulte
- Pat Jackson : Hannah jeune
- Jarrus Walker : Aaron adulte
- Oscar Rowland : Abraham
- Lisa Hart : Esther
- Gregory Snegoff : Elijah
- Andrew Marshall : David
- Vicki Eccel : Jocebed
- Mike Sharon : Elisha
- Neil Vipond : Jacob
- Jack Whitaker : Daniel âgé
- Robert Cottrell : Reuben
- Cody Howard : Shadrack jeune
- David Jensen : Amram
- William Dennis Hunt : Judah
- Tony Larimer : Pharaon
- Dennis Reese : Shadrack adulte
- Jake Williamson : Levi
- Donna K.W. Johnson : Hagar
- William Sargent : Hurath
- Jeffrey Tate : Meshack jeune
- Michael Altobello : Jamin
- Patrick J. Lawson : Ishmael jeune
- Karin Johnson : Samuel jeune
- Luck Hari : Orpah
- Robert Lisell-Frank : Joab
- Christopher P. Angelos : Ishmael âgé
- Douglas Babcock : Abed-Nego
- Beverly Rowland : Tirah
- Kurt Bernhardt : Eliab
- Mark Hunt : Simeon
- Richard Jewkes : Aaron enfant
- John Lesko : Belshazzar
- Marjorie Carr : Joanna
- Eddie Wallace : Asa
- Jamie Jackson : Miriam enfant
- James Newcomb : Gideon

## Chansons (version française)
Le doublage de la série a été effectué par le studio Dubbing Brothers sous la direction de Patricia Angot. Quant aux chansons, elles ont été adaptées par Luc Aulivier. Parmi les chanteurs solistes, on retrouve Noam Kaniel et Benedicte Lecroart.
Les chansons présentes en version française sont :
1. Mon Enfant (En V.O. : My Child - Paroles de Carol Lynn Pearson chantées par Amick Byram)
2. Mon cœur ne servira que toi (En V.O. : I Will Serve Only Thee - Paroles de Carol Lynn Pearson chantées par David Holland)
3. Mon cher enfant (En V.O. : Hannah's Song - Paroles de Carol Lynn Pearson chantées par Fran Logan)
4. Avec ma Foi (En V.O. : My Faith Is Strong - Paroles de Carol Lynn Pearson chantées par Judd Mahaer)
5. Les Anges du Ciel m'ont sauvé la vie (En V.O. : Heaven Came to the Rescue - Paroles de Carol Lynn Pearson chantées par James Marsden)
6. Je suis la bonne étoile (En V.O. : For Such Time Is This - Paroles de Carol Lynn Pearson chantées par Felicia Sorensen)
7. Toi, mon Dieu (En V.O. : Moses Song - Paroles de Carol Lynn Pearson chantées par Gordon Harkness)
8. Avec un miracle (En V.O. : A Miracle - Paroles de Carol Lynn Pearson chantées par Felicia Sorensen)
9. J'ai trouvé ma place au soleil (En V.O. : You Are My Home - Paroles de Carol Lynn Pearson chantées par Fran Logan et Judd Mahaer)
10. Il me délivrera (En V.O. : He Will Deliver Me - Paroles de Clive Romney chantées par Michael Lanning)
11. La sagesse de Salomon (En V.O. : The Wisdom of Solomon - Paroles de Clive Romney chantées par Jennifer Johnson Larson)
12. Il éclaire ma vie d'un divin soleil (En V.O. : In a Wondrous Way - Paroles de Clive Romney chantées par Kenneth Cope)

## Épisodes

### Saison 1 (1992)
1. Abraham et Isaac (Abraham & Isaac)
2. Joseph en Egypte (Joseph in Egypt)

### Saison 2 (1993)
1. Samuel (Samuel The Boy Prophet)
2. Elie (Elijah)
3. Daniel (Daniel)
4. Esther (Esther)
5. Moïse (Moses: From Birth to Burning Bush)

### Saison 3 (1994)
1. Elisée (Elisha: Man of God)
2. Ruth (The Story of Ruth)

### Saison 4 (1995)
1. David et Goliath (David and Goliath)
2. Salomon (Solomon)
3. Joseph retrouve ses frères (Joseph's Reunion)